# Championnat du monde féminin de basket-ball 2002
Le Championnat du monde féminin de basket-ball 2002 s’est déroulé en Chine du 14 septembre au 25 septembre.

## Équipes participantes

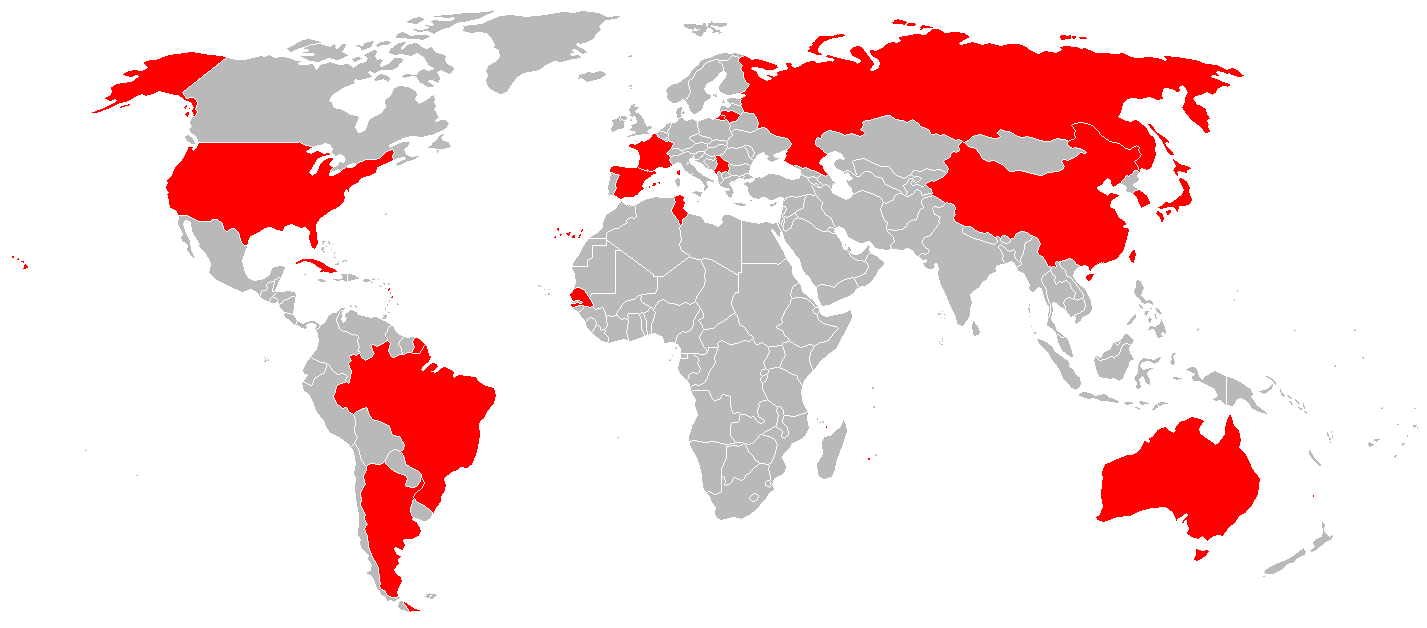
Carte des nations participantes

| Amérique   | Europe      | Asie         | Océanie   | Afrique |
| ---------- | ----------- | ------------ | --------- | ------- |
| États-Unis | France      | Corée du Sud | Australie | Sénégal |
| Brésil     | Russie      | Japon        |           | Tunisie |
| Cuba       | Lituanie    | Chine        |           |         |
| Argentine  | Espagne     | Taïwan       |           |         |
|            | Yougoslavie |              |           |         |

Groupe A :  Argentine,  Australie,  Espagne,  Japon.
Groupe B :  Brésil,  Chine,  Yougoslavie,  Sénégal
Groupe C :  États-Unis,  Lituanie,  Russie,  Taïwan
Groupe D :  Corée du Sud,  Cuba,  France,  Tunisie
Les trois premiers de chaque groupe se qualifient pour le 2e tour. Ils y rencontrent 3 autres équipes issues d'un même groupe. 
Les résultats du premier tour entre ses équipes qualifiées comptent pour le classement final des groupes du 2e tour.
À l'issue de ce deuxième tour, les 4 premiers de chaque groupe disputent des quarts de finale croisés.

## Premier tour

### Groupe A
- 1re journée (14 septembre 2002)

Japon - Argentine : 65 - 74
Australie - Espagne : 73 - 58
- 2e journée (15 septembre 2002)

Argentine - Australie : 53 - 85
Espagne - Japon : 100 - 63
- 3e journée (16 septembre 2002)

Australie - Japon : 98 - 53
Argentine - Espagne : 55 - 97
Classement
| Rang | Pays      | Pts | V | D | Pp  | Pc  | Diff |
| ---- | --------- | --- | - | - | --- | --- | ---- |
| 1    | Australie | 6   | 3 | 0 | 256 | 164 | +92  |
| 2    | Espagne   | 5   | 2 | 1 | 255 | 191 | + 64 |
| 3    | Argentine | 4   | 1 | 2 | 182 | 247 | -65  |
| 4    | Japon     | 3   | 0 | 3 | 181 | 272 | -91  |

### Groupe B
- 1re journée (14 septembre 2002)

Bresil - Chine : 85 - 73
Yougoslavie - Sénégal : 94 - 66
- 2e journée (15 septembre 2002)

Chine - Yougoslavie : 72 - 65
Sénégal - Bresil : 52 - 93
- 3e journée (16 septembre 2002)

Chine - Sénégal : 81 - 63
Bresil - Yougoslavie : 86 - 75
Classement
| Rang | Pays        | Pts | V | D | Pp  | Pc  | Diff |
| ---- | ----------- | --- | - | - | --- | --- | ---- |
| 1    | Brésil      | 6   | 3 | 0 | 264 | 200 | 64   |
| 2    | Chine       | 5   | 2 | 1 | 226 | 213 | 13   |
| 3    | Yougoslavie | 4   | 1 | 2 | 234 | 224 | 10   |
| 4    | Sénégal     | 3   | 0 | 3 | 181 | 268 | -87  |

### Groupe C
- 1re journée (14 septembre 2002)

Lituanie - Taïwan : 92 - 80
États-Unis - Russie : 89 - 55
- 2e journée (15 septembre 2002)

Lituanie - Russie : 61 - 97
États-Unis - Taïwan : 80 - 39
- 3e journée (16 septembre 2002)

Russie - Taïwan : 83 - 46
États-Unis - Lituanie : 105 - 48
Classement
| Rang | Pays       | Pts | V | D | Pp  | Pc  | Diff |
| ---- | ---------- | --- | - | - | --- | --- | ---- |
| 1    | États-Unis | 6   | 3 | 0 | 274 | 142 | 132  |
| 2    | Russie     | 5   | 2 | 1 | 235 | 196 | 39   |
| 3    | Lituanie   | 4   | 1 | 2 | 201 | 282 | -81  |
| 4    | Taïwan     | 3   | 0 | 3 | 165 | 255 | -90  |

### Groupe D
- 1re journée (14 septembre 2002)

Corée du Sud - Tunisie  : 124 - 70
France - Cuba : 92 - 61
- 2e journée (15 septembre 2002)

Cuba - Corée du Sud : 71 - 78
France - Tunisie : 131 - 35
- 3e journée (16 septembre 2002)

Cuba - Tunisie : 90 - 65
France - Corée du Sud : 90 - 80
Classement
| Rang | Pays         | Pts | V | D | Pp  | Pc  | Diff |
| ---- | ------------ | --- | - | - | --- | --- | ---- |
| 1    | France       | 6   | 3 | 0 | 313 | 176 | 137  |
| 2    | Corée du Sud | 5   | 2 | 1 | 282 | 231 | 51   |
| 3    | Cuba         | 4   | 1 | 2 | 222 | 235 | -13  |
| 4    | Tunisie      | 3   | 0 | 3 | 170 | 345 | -175 |

## Deuxième tour

### Groupe E
- 18 septembre 2002

Chine - Espagne :  72 - 59
Yougoslavie - Australie : 82 - 93
Brésil - Argentine : 85 - 39
- 19 septembre 2002

Argentine - Yougoslavie : 76 - 83
Australie - Chine : 101 - 72
Espagne - Brésil : 78 - 68
- 20 septembre 2002

Chine - Argentine : 102 - 55
Yougoslavie - Espagne : 67 - 81
Bresil - Australie : 75 - 74
Classement
| Rang | Pays        | Pts | V | D | Pp  | Pc  | Diff |
| ---- | ----------- | --- | - | - | --- | --- | ---- |
| 1    | Brésil      | 11  | 5 | 1 | 492 | 391 | 101  |
| 2    | Australie   | 11  | 5 | 1 | 524 | 393 | 131  |
| 3    | Chine       | 10  | 4 | 2 | 472 | 428 | 44   |
| 4    | Espagne     | 10  | 4 | 2 | 473 | 398 | 75   |
| 5    | Yougoslavie | 8   | 2 | 4 | 466 | 474 | -8   |
| 6    | Argentine   | 7   | 1 | 5 | 352 | 517 | -165 |

### Groupe F
- 18 septembre 2002

Cuba - États-Unis : 44 - 87
France - Lituanie : 71 - 63
Corée du Sud - Russie : 47 - 92
- 19 septembre 2002

Lituanie - Cuba : 63 - 60
Russie - France : 74 - 59
États-Unis - Corée du Sud : 91 - 53
- 20 septembre 2002

Cuba - Russie : 66 - 81
France - États-Unis  : 68 - 101
Corée du Sud - Lituanie : 76 - 70
Classement
| Rang | Pays         | Pts | V | D | Pp  | Pc  | Diff |
| ---- | ------------ | --- | - | - | --- | --- | ---- |
| 1    | États-Unis   | 12  | 6 | 0 | 553 | 307 | 246  |
| 2    | Russie       | 11  | 5 | 1 | 482 | 368 | 114  |
| 3    | France       | 10  | 4 | 2 | 511 | 414 | 97   |
| 4    | Corée du Sud | 9   | 3 | 3 | 458 | 484 | -26  |
| 5    | Lituanie     | 8   | 2 | 4 | 397 | 489 | -92  |
| 6    | Cuba         | 7   | 1 | 5 | 392 | 466 | -74  |

## Matches de classement (13 à 16)
( 19 septembre 2002 )
Japon - Sénégal : 91 - 89
Taïwan - Tunisie : 107 - 70

### Classement 15/16
(20 septembre 2002)
Sénégal - Tunisie : 87 - 52

### Classement 13/14
(20 septembre 2002)
Japon - Taïwan : 76 - 71

## Matches de classement (9 à 12)
( 23 septembre 2002 )
Yougoslavie - Cuba : 74 - 76
Argentine - Lituanie : 71 - 65

### Classement 11/12
(24 septembre 2002)
Lituanie - Yougoslavie :  83 - 62

### Classement 9/10
(24 septembre 2002)
Argentine - Cuba : 71 - 92

## Quarts de finale
(23 septembre 2002)
Brésil - Corée du Sud : 70 - 71
Chine - Russie : 70 - 86
France - Australie : 52 - 78
États-Unis - Espagne : 94 - 55

## Matches de classement (5 à 8)
( 24 septembre 2002 )
Chine - Brésil : 81 - 80
Espagne - France : 69 - 59

### Classement 7/8
(25 septembre 2002)
Brésil - France : 74 - 65

### Classement 5/6
(25 septembre 2002)
Chine - Espagne : 71 - 92

## Demi-finales
(24 septembre 2002)
Corée du Sud - Russie : 53 - 70
Australie - États-Unis : 56 - 71

## Match de3eplace
(25 septembre 2002)
Corée du Sud - Australie : 63 - 91

## Finale
(25 septembre 2002)
 Russie -  États-Unis : 74 - 79

## Classement final
| Rang | Équipe       |
| ---- | ------------ |
| 1    | États-Unis   |
| 2    | Russie       |
| 3    | Australie    |
| 4    | Corée du Sud |
| 5    | Espagne      |
| 6    | Chine        |
| 7    | Brésil       |
| 8    | France       |
| 9    | Cuba         |
| 10   | Argentine    |
| 11   | Lituanie     |
| 12   | Yougoslavie  |
| 13   | Japon        |
| 14   | Taïwan       |
| 15   | Sénégal      |
| 16   | Tunisie      |